# Maple Lake
Maple Lake és una població dels Estats Units a l'estat de Minnesota. Segons el cens del 2000 tenia 1.633 habitants.

## Demografia
Segons el cens del 2000, Maple Lake tenia 1.633 habitants, 621 habitatges, i 388 famílies. La densitat de població era de 328,4 habitants per km².
Dels 621 habitatges en un 35,6% hi vivien nens de menys de 18 anys, en un 51,9% hi vivien parelles casades, en un 6,3% dones solteres, i en un 37,5% no eren unitats familiars. En el 30,4% dels habitatges hi vivien persones soles el 15,8% de les quals corresponia a persones de 65 anys o més que vivien soles. El nombre mitjà de persones vivint en cada habitatge era de 2,62 i el nombre mitjà de persones que vivien en cada família era de 3,38.
Per edats la població es repartia de la següent manera: un 30,3% tenia menys de 18 anys, un 9,9% entre 18 i 24, un 31,8% entre 25 i 44, un 14,5% de 45 a 60 i un 13,5% 65 anys o més.
L'edat mediana era de 32 anys. Per cada 100 dones de 18 o més anys hi havia 98,8 homes.
La renda mediana per habitatge era de 43.047 $ i la renda mediana per família de 54.423 $. Els homes tenien una renda mediana de 35.375 $ mentre que les dones 25.250 $. La renda per capita de la població era de 17.476 $. Entorn del 2,3% de les famílies i el 5,5% de la població estaven per davall del llindar de pobresa.

## Poblacions més properes
El següent diagrama mostra les poblacions més properes.